# Can Net
|  | Per a altres significats, vegeu «masia Can Net». |

Can Net és una masia a uns centenars de metres a l'oest del Castell de Fluvià al terme de Sant Esteve de Palautordera (al Vallès Oriental). Masia orientada a l'oest, de planta baixa i pis. Edifici reformat en el qual s'ha reorientat la vessant esquerra per tal d'adequar-la a les tasques ramaderes. Porta dovellada i finestres de pedra d'arc pla. Una de les finestres de la façana sud és arquejada. Hi ha edificacions annexes a l'edifici i altres al seu voltant. La masia apareix al fogatge de 1515.